# یواس‌اس نول‌ماهی (اس‌اس‌ان-۶۷۶)
یواس‌اس نول‌ماهی (اس‌اس‌ان-۶۷۶) (به انگلیسی: USS Billfish (SSN-676)) یک زیردریایی بود که طول آن ۲۹۲ فوت ۳ اینچ (۸۹٫۰۸ متر) بود. این زیردریایی در سال ۱۹۷۰ ساخته شد.